# メギドの戦い (紀元前609年)
メギドの戦いとは、紀元前609年にエジプトおよびその同盟国である新アッシリア帝国と新バビロニアが北シリアのカルケミシュで戦ったカルケミシュの戦いに関連して起こった、エジプトとユダ王国との戦いである。エジプト軍がカルケミシュに到達するためには、ユダの支配領域を通過する必要があり、エジプトのネコ2世はその許可をユダ王ヨシアに要請した。理由は不明であるが、ヨシアはその許可を与えず、そして戦いが起こり、新バビロニアの援軍があったものの、ヨシアはこの戦いで死んだ。この戦いは、聖書、第1エズラ書およびヨセフスの著作に記録されている。

## 聖書での記述
基本的な物語は列王記下の第23章29節から30節で語られる。
ヨシヤの世にエジプトの王パロ・ネコが、アッスリヤの王のところへ行こうと、ユフラテ川をさして上ってきたので、ヨシヤ王は彼を迎え撃とうと出て行ったが、パロ・ネコは彼を見るや、メギドにおいて彼を殺した。その家来たちは彼の死体を車に載せ、メギドからエルサレムに運んで彼の墓に葬った。国の民はヨシヤの子エホアハズを立て、彼に油を注ぎ、王として父に代らせた。—日本聖書協会、『聖書 口語』（1955年）
歴代誌下の第35章20節から27節にはより長い記述がある。
このようにヨシヤが宮を整えた後、エジプトの王ネコはユフラテ川のほとりにあるカルケミシで戦うために上ってきたので、ヨシヤはこれを防ごうと出て行った。しかしネコは彼に使者をつかわして言った、「ユダの王よ、われわれはお互に何のあずかるところがありますか。わたしはきょう、あなたを攻めようとして来たのではありません。わたしの敵の家を攻めようとして来たのです。神がわたしに命じて急がせています。わたしと共におられる神に逆らうことをやめなさい。そうしないと、神はあなたを滅ぼされるでしょう」。しかしヨシヤは引き返すことを好まず、かえって彼と戦うために、姿を変え、神の口から出たネコの言葉を聞きいれず、行ってメギドの谷で戦ったが、射手の者どもがヨシヤを射あてたので、王はその家来たちに、「わたしを助け出せ。わたしはひどく傷ついた」と言った。そこで家来たちは彼を車から助け出し、王のもっていた第二の車に乗せてエルサレムにつれて行ったが、ついに死んだので、その先祖の墓にこれを葬った。そしてユダとエルサレムは皆ヨシヤのために悲しんだ。時にエレミヤはヨシヤのために哀歌を作った。歌うたう男、歌うたう女は今日に至るまで、その哀歌のうちにヨシヤのことを述べ、イスラエルのうちにこれを例とした。これは哀歌のうちにしるされている。ヨシヤのその他の行為、主の律法にしるされた所に従って行った徳行、およびその始終の行いなどは、イスラエルとユダの列王の書にしるされている。—日本聖書協会、『聖書 口語』（1955年）

## その他の記述
第1エズラ書の記述は多少のディテールを付け加えたのみである。先行資料である歴代誌と違う点は、ヨシアがメギドにおいて「弱」かったと描写されている点と、彼が死地となるエルサレムに自分を連れ帰るよう依頼している点である。クラインはこれを女預言者ホルダの預言（列王記下 22:15-20）と調和するための加筆であろうとしている。
ヨシアの死から7世紀後、フラウィウス・ヨセフスもメギドの戦いについて記述した。その記述には戦場でのヨシアの行動の詳細が含まれている。従来これは失われた資料によって補われたものだと考えられてきたが、クラインはこれを主として聖書の記述による補足であり、おそらくそこにヨセフス自身の見解が加えられたものであろうとしている。
ヘロドトスが歴史でファラオネコについて記述した箇所に、メギドの戦いにあたる記述を見いだせるとする説も存在する。

## 戦争の場所

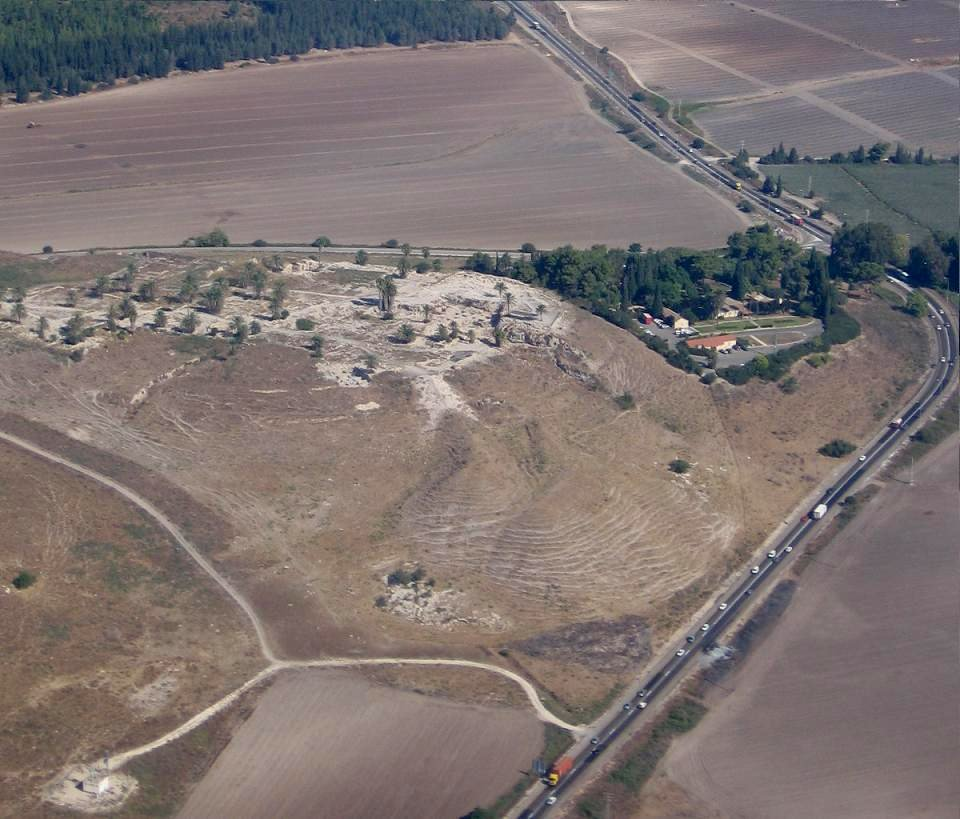
メギド南東からの航空写真

都市の辺りの地形より、メギドの位置は何千もの軍隊に対応するのに十分な大きな海岸の平野近くの小さな高台であることが明らかとなっている。周辺地域の支配がなく明らかな目標となるような地域ではないが、それでも駐屯地としては有効であり、またキション川 (en)からの水源を持つ地でもある。これらの事は、ヨシアがバビロニアのメソポタミア人を攻撃する途中にあったエジプト軍を待ち伏せするために自軍を隠すのにこの地形を利用した事を如実に説明している。

## 余波
この戦いによってユダはエジプトの支配と影響下に入った。シリアとメソポタミアからの帰還時にネコ2世は、ヨシアの跡を継いでユダ王となっていたヨアハズ（エホアハズ）を捕らえて追放した。ネコ2世はユダに100タレントの銀と1タレントの金を課税し、ヨアハズの異母兄であるエルヤキムを王に任命した。ネコ2世はエルヤキムの名をエホヤキムと改名させた。ヨアハズはエジプトで捕虜となり、彼は国外で死亡した初めての王となった。

## 歴代誌下に関する議論
エリック・H・クラインは、記述の正確性に関して意見が分かれていると説明している。一方でそれがヨシアによる不意打ちの正確な記述であると信じている学者もいる。他には、物語を「改変」したのは歴代誌のみではないと指摘する人々もいる。矢傷を負ったところからエルサレムでのヨシアの埋葬までの物語は、列王記上および下に記された、ヨシアの死より2世紀前のイスラエル王アハズおよびユダ王アハズヤに関する記述と非常に似通っている。クラインは、歴代誌のヨシアの物語においては、これらの物語に含まれる詳細記述が用いられていることを示唆している。